# Društvena klasa
Društvena klasa je grupiranje ljudi u skup hijerarhijskih društvenih kategorija, od kojih su najčešće viša, srednja i niža klasa. Članstvo u društvenoj klasi može primjerice ovisiti o obrazovanju, bogatstvu, zanimanju, prihodu i pripadnosti određenoj subkulturi ili društvenoj mreži.

"Klasa" je predmet analize sociologa, politologa, antropologa i društvenih povjesničara. Pojam ima širok raspon ponekad proturječnih značenja i ne postoji široki konsenzus o definiciji "klase". Neki ljudi tvrde da zbog društvene mobilnosti klasne granice ne postoje. U uobičajenom govoru, izraz "društvena klasa" obično je sinonim za " društveno-ekonomsku klasu", definiranu kao "ljudi koji imaju isti društveni, ekonomski, kulturni, politički ili obrazovni status", npr. "radnička klasa"; "profesionalna klasa u nastajanju". Međutim, akademici razlikuju društvenu klasu od socioekonomskog statusa, koristeći prvu za označavanje nečije relativno stabilne sociokulturne pozadine, a drugu za označavanje trenutne društvene i ekonomske situacije koja je posljedično promjenjivija tijekom vremena.
Precizna mjerenja onoga što određuje društvenu klasu u društvu varirala su tijekom vremena. Karl Marx je mislio da je "klasa" definirana nečijim odnosom prema sredstvima za proizvodnju (njihovim proizvodnim odnosima ). Njegovo razumijevanje klasa u modernom kapitalističkom društvu je da proletarijat radi, ali ne posjeduje sredstva za proizvodnju, a buržoazija, oni koji ulažu i žive od viška stvorenog proletarijatovim upravljanjem sredstvima za proizvodnju, uopće ne rade. Ovo je u suprotnosti sa stajalištem sociologa Maxa Webera, koji je tvrdio da je "klasa" određena ekonomskim položajem, za razliku od " društvenog statusa " ili " položaja " koji je određen društvenim prestižom, a ne samo odnosima proizvodnje. Pojam "klasa" etimološki je izveden iz latinskog classis, koji su popisivači stanovništva koristili za kategorizaciju građana prema imovinskom stanju kako bi odredili obveze vojne službe.
U kasnom 18. stoljeću pojam "klasa" počeo je zamjenjivati klasifikacije kao što su staleži, staleži i redovi kao primarni način organiziranja društva u hijerarhijske podjele. To je odgovaralo općem smanjenju značaja koji se pripisuje nasljednim karakteristikama i povećanju značaja bogatstva i prihoda kao pokazatelja položaja u društvenoj hijerarhiji.

## Povijest

### Drevni Egipat
Postojanje klasnog sustava datira još iz vremena starog Egipta, gdje je položaj elite također karakterizirala pismenost. Bogatiji ljudi bili su na vrhu društvenog poretka, a obični ljudi i robovi na dnu. Međutim, klasa nije bila kruta; čovjek skromnog podrijetla mogao se popeti na visok položaj. :38-
Drevni su Egipćani na muškarce i žene, uključujući ljude iz svih društvenih klasa, gledali kao na jednake pred zakonom, pa je čak i najniži seljak imao pravo podnijeti peticiju veziru i njegovom sudu za naknadu štete.

Poljoprivrednici su činili većinu stanovništva, ali poljoprivredni proizvodi bili su u izravnom vlasništvu države, hrama ili plemićke obitelji koja je posjedovala zemlju. :383Poljoprivrednici su također podlijegali porezu na rad i morali su raditi na navodnjavanju ili građevinskim projektima u sustavu korveje. :136Umjetnici i obrtnici bili su višeg statusa od zemljoradnika, ali su također bili pod državnom kontrolom, radili su u trgovinama uz hramove i plaćali izravno iz državne riznice. Pisarnici i službenici činili su višu klasu u starom Egiptu, poznatu kao "klasa bijelog kilta" u odnosu na odjeću od izbijeljenog platna koja je služila kao oznaka njihovog položaja. :109Viša klasa svoj je društveni status istaknuto iskazivala u umjetnosti i književnosti. Ispod plemstva bili su svećenici, liječnici i inženjeri sa specijaliziranom izobrazbom u svom području. Nejasno je je li ropstvo kakvo se danas shvaća postojalo u starom Egiptu ; postoje različita mišljenjađu autorima.
Iako su robovi uglavnom bili korišteni kao sluge pod ugovorom, mogli su kupovati i prodavati svoje ropstvo, probijati se do slobode ili plemstva, a obično su ih liječili liječnici na radnom mjestu.

### Drugdje
U staroj Grčkoj kada je klanski sustav bio u opadanju. Klase zamijenile su klansko društvo kada je postalo premalo da bi podmirilo potrebe sve veće populacije. Podjela rada također je bitna za rast klasa. :39
Povijesno gledano, društvena klasa i ponašanje bili su određeni zakonom. Na primjer, dopušteni način odijevanja u nekim je vremenima i na nekim mjestima bio strogo reguliran, s raskošnim odijevanjem samo za visoke slojeve društva i aristokraciju, dok su zakoni o raskoši propisivali odjeću i nakit primjerene društvenom položaju i položaju osobe. U Europi su ti zakoni postali sve uobičajeniji tijekom srednjeg vijeka. Međutim, ti su zakoni bili skloni promjenama zbog društvenih promjena, au mnogim slučajevima te su razlike mogle ili gotovo nestati, kao što je razlika između patricija i plebejaca koja je gotovo izbrisana tijekom kasne Rimske republike.
Jean-Jacques Rousseau imao je veliki utjecaj na političke ideale Francuske revolucije zbog svojih pogleda na nejednakost i klase. Rousseau je ljude vidio kao "prirodno čiste i dobre", što znači da su se ljudi od rođenja smatrali nedužnima i da je svako zlo naučeno. Smatrao je da društveni problemi nastaju razvojem društva i potiskuju urođenu čistoću čovječanstva. Također je smatrao da je privatno vlasništvo glavni razlog društvenih problema u društvu jer privatno vlasništvo stvara nejednakost kroz vrijednost imovine. Iako je njegova teorija predviđala da će, ako ne bude privatnog vlasništva, postojati široko rasprostranjena jednakost, Rousseau je prihvatio da će uvijek postojati društvena nejednakost zbog načina na koji se društvo promatra i vodi.
Kasniji prosvjetiteljski mislioci smatrali su nejednakost vrijednom i ključnom za razvoj i prosperitet društva. Također su priznali da će privatno vlasništvo u konačnici uzrokovati nejednakost jer se specifični resursi koji su u privatnom vlasništvu mogu pohraniti, a vlasnici profitiraju na manjku resursa. To može stvoriti natjecanje među klasama koje su ovi mislioci smatrali nužnim. Ovo također stvara raslojavanje između klasa održavajući jasnu razliku između nižih, siromašnijih klasa i viših, bogatijih klasa.
U klasnim društvima, klasni sukob se ponavlja ili traje, ovisno o sociološkoj i antropolitičkoj perspektivi. Klasna društva nisu oduvijek postojala; postojale su vrlo različite vrste klasnih zajednica. Na primjer, društva temeljena na starosti, a ne na kapitalu. Tijekom kolonijalizma društveni su odnosi demontirani silom, što je dovelo do društava utemeljenih na društvenim kategorijama najamnog rada, privatnog vlasništva i kapitala.

## Klasno društvo
Klasno društvo ili klasno društvo društvo je organizacijskog principa u kojem je vlasništvo nad imovinom, sredstvima za proizvodnju i bogatstvom odlučujući čimbenik raspodjele moći, u kojem su oni s više imovine i bogatstva stratificirani više u društvu, a oni bez pristupa sredstvima za proizvodnju i bez bogatstva stratificirani su niže u društvu. U klasnom društvu, barem implicitno, ljudi su podijeljeni u različite društvene slojeve, koji se obično nazivaju društvenim klasama ili kastama. Priroda klasnog društva stvar je sociološkog istraživanja. Klasna društva postoje diljem svijeta, kako u industrijaliziranim tako i u zemljama u razvoju. Teoretizira se da klasna stratifikacija dolazi izravno iz kapitalizma. Što se tiče javnog mnijenja, devet od deset ljudi u jednoj švedskoj anketi smatra točnim da žive u klasnom društvu.

### Komparativna sociološka istraživanja
Netko može koristiti komparativne metode za proučavanje klasnih društava, koristeći, na primjer, usporedbu Ginijevih koeficijenata, de facto obrazovnih mogućnosti, nezaposlenosti i kulture.

### Učinak na stanovništvo
Društva s velikim klasnim razlikama imaju veći udio ljudi koji pate od problema mentalnog zdravlja kao što su simptomi tjeskobe i depresije. Niz znanstvenih studija pokazao je ovaj odnos. Statistika podupire ovu tvrdnju i rezultati se nalaze u očekivanom životnom vijeku i općem zdravlju; na primjer, u slučaju velikih razlika u očekivanoj životnoj dobi između dva predgrađa Stockholma. Razlike između očekivanog životnog vijeka siromašnih i manje obrazovanih stanovnika koji žive u blizini stanice Vårby gård i visokoobrazovanih i imućnijih stanovnika koji žive u blizini Danderyda razlikuju se za 18 godina.
Slični podaci o New Yorku također su dostupni za očekivani životni vijek, prosječni dohodak po glavi stanovnika, raspodjelu dohotka, srednju mobilnost dohotka za ljude koji su odrasli u siromašnim zemljama, imaju diplomu prvostupnika ili više.
U klasnim društvima niže klase sustavno dobivaju niže kvalitetno obrazovanje i skrb. Postoje eksplicitniji učinci kada oni iz više klase aktivno demoniziraju dijelove stanovništva niže klase.

## Teorijski modeli
Definicije društvenih klasa odražavaju niz socioloških perspektiva, utemeljenih na antropologiji, ekonomiji, psihologiji i sociologiji. Povijesno su glavne perspektive bile marksizam i strukturalni funkcionalizam. Zajednički stratumski model klase dijeli društvo na jednostavnu hijerarhiju radničke klase, srednje klase i više klase. Unutar akademske zajednice pojavljuju se dvije široke škole definicija: one koje su usklađene s modelima sociološkog sloja klasnog društva iz 20. stoljeća i one koje su usklađene s povijesnim materijalističkim ekonomskim modelima marksista i anarhista iz 19. stoljeća.
Još jedna razlika može se povući između analitičkih koncepata društvene klase, kao što su marksistička i weberovska tradicija, kao i više empirijskih tradicija kao što je pristup socioekonomskog statusa, koji bilježi korelaciju dohotka, obrazovanja i bogatstva s društvenim ishodima, a da nužno ne implicira partikularna teorija društvene strukture.

### Marksistički
"[Klase su] velike skupine ljudi koje se međusobno razlikuju po mjestu koje zauzimaju u povijesno određenom sustavu društvene proizvodnje, po svom odnosu (u većini slučajeva utvrđenom i zakonski formuliranom) prema sredstvima za proizvodnju, po svojoj ulozi u društvenom organizacijom rada, pa prema tome i dimenzijama udjela društvenog bogatstva kojim raspolažu i načinom njegova stjecanja."
Za Marxa, klasa je kombinacija objektivnih i subjektivnih čimbenika. Objektivno, klasa dijeli zajednički odnos prema sredstvima proizvodnje. Samo klasno društvo shvaćeno je kao agregirani fenomen "međusobno povezanog kretanja", koji stvara kvazi-objektivni koncept kapitala. Subjektivno, članovi će nužno imati neku percepciju (" klasna svijest ") o svojoj sličnosti i zajedničkom interesu. Klasna svijest nije samo svijest o vlastitim klasnim interesima, već je i skup zajedničkih pogleda o tome kako društvo treba biti organizirano pravno, kulturno, društveno i politički. Ti se klasni odnosi reproduciraju kroz vrijeme.
U marksističkoj teoriji klasnu strukturu kapitalističkog načina proizvodnje karakterizira sukob između dviju glavnih klasa: buržoazije, kapitalista koji posjeduju sredstva za proizvodnju i mnogo većeg proletarijata (ili "radničke klase") koji mora prodati svoje vlastita radna snaga ( najamni rad ). Ovo je temeljna ekonomska struktura rada i vlasništva, stanje nejednakosti koje se normalizira i reproducira kroz kulturnu ideologiju.
Za marksiste, svaka osoba u procesu proizvodnje ima zasebne društvene odnose i probleme. Uz to, svaka osoba je smještena u različite skupine koje imaju slične interese i vrijednosti koje se mogu drastično razlikovati od skupine do skupine. Klasa je posebna po tome što se ne odnosi specifično na pojedinačnu osobu, već na određenu ulogu.
Marksisti objašnjavaju povijest "civiliziranih" društava u smislu rata klasa između onih koji kontroliraju proizvodnju i onih koji proizvode dobra ili usluge u društvu. U marksističkom pogledu na kapitalizam, ovo je sukob između kapitalista (buržoazije) i najamnih radnika (proletarijata). Za marksiste, klasni antagonizam je ukorijenjen u situaciji da kontrola nad društvenom proizvodnjom nužno uključuje kontrolu nad klasom koja proizvodi dobra - u kapitalizmu je to eksploatacija radnika od strane buržoazije.
Marksisti objašnjavaju povijest "civiliziranih" društava u smislu rata klasa između onih koji kontroliraju proizvodnju i onih koji proizvode dobra ili usluge u društvu. U marksističkom pogledu na kapitalizam, ovo je sukob između kapitalista (buržoazije) i najamnih radnika (proletarijata). Za marksiste, klasni antagonizam je ukorijenjen u situaciji da kontrola nad društvenom proizvodnjom nužno uključuje kontrolu nad klasom koja proizvodi dobra - u kapitalizmu je to eksploatacija radnika od strane buržoazije.
Marx iznosi argument da, kako buržoazija dostigne točku akumulacije bogatstva, ona ima dovoljno moći kao dominantna klasa da oblikuje političke institucije i društvo prema svojim interesima. Marx dalje tvrdi da neelitna klasa, zahvaljujući svojoj brojnosti, ima moć svrgnuti elitu i stvoriti ravnopravno društvo.
U Komunističkom manifestu, Marx je sam tvrdio da je cilj samog proletarijata bio zamijeniti kapitalistički sustav socijalizmom, mijenjajući društvene odnose koji podupiru klasni sustav i zatim se razvijati u buduće komunističko društvo u kojem: "slobodan razvoj svakog je uvjet za slobodan razvoj svih”. To bi označilo početak besklasnog društva u kojem bi motiv proizvodnje bile ljudske potrebe, a ne profit. U društvu s demokratskom kontrolom i proizvodnjom za korištenje, ne bi bilo klase, države i potrebe za financijskim i bankarskim institucijama i novcem.
Ti su teoretičari uzeli ovaj binarni klasni sustav i proširili ga tako da uključuje kontradiktorne klasne lokacije, ideju da osoba može biti zaposlena na mnogo različitih klasnih lokacija koje spadaju između dviju klasa proletarijata i buržoazije. Erik Olin Wright izjavio je da su definicije klasa raznolikije i razrađenije kroz poistovjećivanje s višestrukim klasama, obiteljske veze s ljudima iz druge klase ili privremenu ulogu vodstva.

### Weberovski
Max Weber formulirao je trokomponentnu teoriju stratifikacije koja je društvenu klasu vidjela kao izranjajuću iz međuigre između "klase", "statusa" i "moći". Weber je vjerovao da je klasni položaj određen odnosom osobe prema sredstvima za proizvodnju, dok je status ili "Stand" proizašao iz procjena časti ili prestiža.
Weber gleda na razred kao na skupinu ljudi koji imaju zajedničke ciljeve i mogućnosti koje su im dostupne. To znači da je ono što razdvaja svaku klasu jednu od druge njihova vrijednost na tržištu kroz vlastitu robu i usluge. Ovo stvara jaz između klasa kroz imovinu koju imaju, kao što su vlasništvo i stručnost.
Weber je izveo mnoge od svojih ključnih koncepata o društvenoj stratifikaciji ispitujući društvenu strukturu mnogih zemalja. Primijetio je da se, suprotno Marxovim teorijama, stratifikacija temelji na više od jednostavnog vlasništva nad kapitalom. Weber je istaknuo da neki članovi aristokracije nemaju ekonomsko bogatstvo, ali ipak mogu imati političku moć. Isto tako u Europi, mnogim bogatim židovskim obiteljima nedostajalo je ugleda i časti jer su smatrani članovima "skupine parija".
- Razred: Ekonomski položaj osobe u društvu. Weber se razlikuje od Marxa po tome što ovo ne vidi kao vrhovni čimbenik stratifikacije. Weber je primijetio kako menadžeri korporacija ili industrija kontroliraju tvrtke koje ne posjeduju.
- Status: Prestiž osobe, društvena čast ili popularnost u društvu. Weber je primijetio da politička moć nije ukorijenjena samo u vrijednosti kapitala, već iu nečijem statusu. Pjesnici i sveci, na primjer, mogu imati golem utjecaj na društvo s često malom ekonomskom vrijednošću.
- Moć: Sposobnost osobe da postigne svoje unatoč otporu drugih. Na primjer, pojedinci na državnim poslovima, kao što je zaposlenik Federalnog istražnog ureda ili član Kongresa Sjedinjenih Država, mogu imati malo imovine ili statusa, ali i dalje imaju ogromnu moć.

### Bourdieu
Za Bourdieua, mjesto bilo koje osobe u društvenom sloju nejasnije je od ekvivalenta u weberijanskoj sociologiji. Bourdieu je uveo niz koncepata onoga što on naziva vrstama kapitala. Te su vrste bile ekonomski kapital, u obliku imovine koja se može pretvoriti u novac i osigurana kao privatno vlasništvo. Ova vrsta kapitala odvojena je od ostalih tipova kulturno konstituiranih tipova kapitala koje uvodi Bourdieu, a to su: osobni kulturni kapital (formalno obrazovanje, znanje); objektivni kulturni kapital (knjige, umjetnost); i institucionalizirani kulturni kapital (počasti i titule).

### Veliki Britanski Klasni Pregled
Dana 2. travnja 2013., rezultati ankete koju je proveo BBC Lab UK, razvijen u suradnji s akademskim stručnjacima i planiran za objavljivanje u časopisu Sociology, objavljeni su online. Objavljeni rezultati temeljili su se na istraživanju 160.000 stanovnika Ujedinjenog Kraljevstva od kojih je većina živjela u Engleskoj i opisala se kao " bijelci ". Klasa je definirana i mjerena prema količini i vrsti prijavljenih gospodarskih, kulturnih i društvenih resursa. Ekonomski kapital definiran je kao prihod i imovina ; kulturni kapital kao količina i vrsta kulturnih interesa i aktivnosti; i društveni kapital kao količina i društveni status njihovih prijatelja, obitelji te osobnih i poslovnih kontakata. Ovaj teorijski okvir razvio je Pierre Bourdieu koji je prvi put objavio svoju teoriju društvenih razlika 1979.

### Trorazinski model ekonomske klase
Danas koncepti društvene klase često pretpostavljaju tri opće ekonomske kategorije: vrlo bogatu i moćnu višu klasu koja posjeduje i kontrolira sredstva za proizvodnju; srednja klasa profesionalnih radnika, vlasnika malih poduzeća i menadžera niže razine; i niža klasa, koja se oslanja na slabo plaćene poslove za svoj život i živi u siromaštvu.

#### Viša klasa
Viša klasa je društvena klasa sastavljena od onih koji su bogati, dobro rođeni, moćni ili kombinacija toga. Oni obično posjeduju najveću političku moć. U nekim je zemljama samo bogatstvo dovoljno za ulazak u višu klasu. U drugima, samo ljudi koji su rođeni ili vjenčani u određenim plemićkim krvnim lozama smatraju se pripadnicima više klase, a one koji steknu veliko bogatstvo kroz komercijalne aktivnosti aristokracija s prezirom smatra novim bogatašima. U Ujedinjenom Kraljevstvu, na primjer, viša klasa je aristokracija i kraljevska obitelj, a bogatstvo igra manje važnu ulogu u klasnom statusu. Mnogim plemićkim vršnjacima ili titulama pripadaju mjesta, s nositeljem titule (npr. Earl of Bristol) i njegova obitelj su čuvari kuće, ali ne i vlasnici. Mnogi od njih zahtijevaju velike troškove, tako da je obično potrebno bogatstvo. Mnoga plemićka plemstva i njihovi domovi dio su posjeda, u vlasništvu i pod upravom nositelja titule novcem prikupljenim od zemlje, rente ili drugih izvora bogatstva. Međutim, u Sjedinjenim Američkim Državama gdje nema aristokracije ili kraljevske obitelji, status više klase isključujući Amerikance bogatih predaka ili patricije europskog podrijetla u medijima se naziva iznimno bogatima, takozvanim "superbogatima", iako čak iu Sjedinjenim Državama postoji tendencija da oni sa starim obiteljskim bogatstvom gledaju s prezirom na one koji su svoj novac stekli kroz posao, borba između novog novca i starog novca .
Viša klasa općenito se nalazi unutar najbogatijih jedan ili dva posto stanovništva. Pripadnici više klase često su rođeni u njoj i odlikuju se golemim bogatstvom koje se prenosi s koljena na koljeno u obliku posjeda. Na temelju nekih novih društvenih i političkih teorija višu klasu čini najbogatija decilna skupina u društvu koja drži gotovo 87% ukupnog društvenog bogatstva.

#### Srednja klasa
Srednja klasa je najosporavanija od tri kategorije, široka skupina ljudi u suvremenom društvu koji socio-ekonomski spadaju između niže i više klase. Jedan primjer sukoba s ovim izrazom je da se u Sjedinjenim Državama "srednja klasa" primjenjuje vrlo široko i uključuje ljude koji bi se drugdje smatrali radničkom klasom. Radnici srednje klase ponekad se nazivaju " bijelim ovratnicima".
Teoretičari poput Ralfa Dahrendorfa primijetili su tendenciju prema povećanju srednje klase u modernim zapadnim društvima, posebno u odnosu na nužnost obrazovane radne snage u tehnološkim gospodarstvima. Perspektive koje se tiču globalizacije i neokolonijalizma, kao što je teorija ovisnosti, sugeriraju da je to zbog pomaka niže razine rada u zemlje u razvoju i Treći svijet.
Srednja klasa je skupina ljudi s tipičnim svakodnevnim poslovima koji su plaćeni znatno više od granice siromaštva . Primjeri ovih vrsta poslova su tvornički radnici, prodavači, učitelji, kuhari i medicinske sestre. Postoji novi trend nekih znanstvenika koji pretpostavlja da je veličina srednje klase u svakom društvu ista. Na primjer, u teoriji paradoksa interesa, srednja klasa su oni koji su u 6. – 9.

#### Niža klasa
Niža klasa (povremeno opisana kao radnička klasa) su oni zaposleni na slabo plaćenim poslovima s vrlo malo ekonomske sigurnosti. Pojam "niža klasa" također se odnosi na osobe s niskim primanjima.
Socioekonomska klasa osobe ima širok raspon učinaka. Može odrediti škole koje mogu pohađati, njihovo zdravlje, radna mjesta koja su im otvorena, kada izađu s tržišta rada, s kojom se mogu vjenčati i postupanje s njima od strane policije i sudova.Radnička klasa se ponekad dijeli na one koji su zaposleni, ali nemaju financijsku sigurnost (" siromašni radnici ") i nižu klasu — one koji su dugotrajno nezaposleni i/ili beskućnici, posebno one koji primaju socijalnu pomoć od države. Potonji se danas smatra analognim marksističkom izrazu " lumpenproletarijat ". Međutim, u vrijeme Marxova pisanja lumpenproletarijat se odnosio na one u krajnjem siromaštvu; kao što su beskućnici. Pripadnici radničke klase ponekad se nazivaju radnicima.

## Posljedice klasnog položaja
Socioekonomska klasa osobe ima širok raspon učinaka. Može odrediti škole koje mogu pohađati, njihovo zdravlje, radna mjesta koja su im otvorena, kada izađu s tržišta rada, s kojom se mogu vjenčati i postupanje s njima od strane policije i sudova.
Deaton i Anne Case analizirali su stope smrtnosti koje se odnose na skupinu bijelih, sredovječnih Amerikanaca između 45 i 54 godine i njihov odnos prema klasi. U ovoj posebnoj skupini Amerikanaca srednje klase bilježi se sve veći broj samoubojstava i smrti uzrokovanih zlouporabom supstanci. Za ovu je skupinu također zabilježeno povećanje broja izvješća o kroničnoj boli i lošem općem zdravstvenom stanju. Deaton i Case su iz ovih zapažanja došli do zaključka da su zbog stalnog stresa koji ti bijeli, sredovječni Amerikanci osjećaju boreći se sa siromaštvom i kolebajući se između srednje i niže klase, ti sojevi uzeli danak tim ljudima i utjecali na cijela njihova tijela.
Društvene klasifikacije također mogu odrediti sportske aktivnosti u kojima takvi razredi sudjeluju. Sugerira se da je vjerojatnije da će oni iz višeg društvenog sloja sudjelovati u sportskim aktivnostima, dok je za one iz nižeg društvenog podrijetla manja vjerojatnost da će sudjelovati u sportu. Međutim, ljudi iz više klase obično ne sudjeluju u određenim sportovima za koje je opće poznato da su povezani s nižom klasom.

### Obrazovanje
Društvena klasa osobe ima značajan utjecaj na mogućnosti obrazovanja. Ne samo da roditelji iz više klase mogu slati svoju djecu u ekskluzivne škole za koje se smatra da su bolje, već su na mnogim mjestima škole koje podupire država za djecu iz više klase mnogo kvalitetnije od onih koje država daje djeci nižih klasa. Ovaj nedostatak dobrih škola jedan je od čimbenika koji održavaju klasnu podjelu među generacijama.
U Ujedinjenom Kraljevstvu, o obrazovnim posljedicama klasnog položaja raspravljali su znanstvenici inspirirani okvirom kulturalnih studija CCCS -a i/ili, posebno u vezi s djevojkama iz radničke klase, feminističkom teorijom. O dječacima iz radničke klase, knjiga Paula Willisa iz 1977. Learning to Labour: How Working Class Kids Get Working Class Jobs smatra se unutar polja britanskih kulturalnih studija kao klasična rasprava o njihovoj antipatiji prema stjecanju znanja. Beverley Skeggs opisao je Learning to Labor kao studiju o " ironiji " "kako je proces kulturne i ekonomske reprodukcije omogućen slavljenjem teškog, mačo svijeta rada kod 'dečki'".

### Zdravlje i prehrana
Društvena klasa osobe često utječe na njezino fizičko zdravlje, sposobnost primanja odgovarajuće medicinske skrbi i prehrane te očekivani životni vijek.
Ljudi iz niže klase imaju široku lepezu zdravstvenih problema kao rezultat svog ekonomskog statusa. Ne mogu koristiti zdravstvenu skrb tako često, a kada je koriste, ona je niže kvalitete, iako općenito imaju mnogo veću stopu zdravstvenih problema. Obitelji niže klase imaju višu stopu smrtnosti dojenčadi, raka, kardiovaskularnih bolesti i fizičkih ozljeda koje onesposobljavaju. Osim toga, siromašni ljudi obično rade u mnogo opasnijim uvjetima, ali općenito imaju mnogo manje (ako ga uopće imaju) osigurano zdravstveno osiguranje u usporedbi s radnicima srednje i više klase.

### Zapošljavanje
Uvjeti na poslu osobe uvelike se razlikuju ovisno o klasi. Oni koji pripadaju višoj srednjoj klasi i srednjoj klasi uživaju veće slobode u svojim zanimanjima. Obično ih se više poštuje, uživaju u većoj raznolikosti i sposobni su pokazivati određeni autoritet. Oni u nižim klasama imaju tendenciju da se osjećaju otuđenijim i općenito su manje zadovoljni radom. Fizički uvjeti na radnom mjestu uvelike se razlikuju od razreda do razreda. Dok radnici srednje klase mogu "trpjeti otuđujuće uvjete" ili "nedostatak zadovoljstva poslom", zaposleni radnici skloniji su trpjeti otuđujući, često rutinski, rad s očitim fizičkim zdravstvenim opasnostima, ozljedama pa čak i smrću.
U Ujedinjenom Kraljevstvu, vladina studija Povjerenstva za socijalnu mobilnost iz 2015. sugerira postojanje "staklenog poda" u britanskom društvu koji sprječava one koji su manje sposobni, ali dolaze iz bogatijih sredina, da skliznu niz društvenu ljestvicu. Izvješće je predložilo 35% veću vjerojatnost da će manje sposobna i imućnija djeca postati zarađivači s visokim prihodima od pametne siromašne djece.

## Klasni sukob
Klasni sukob, koji se često naziva "klasni rat" ili "klasna borba", je napetost ili antagonizam koji postoji u društvu zbog konkurentskih socioekonomskih interesa i želja između ljudi različitih klasa.
Klasni sukob, koji se često naziva "klasni rat" ili "klasna borba", je napetost ili antagonizam koji postoji u društvu zbog konkurentskih socioekonomskih interesa i želja između ljudi različitih klasa.
Marx je vjerovao da su izrabljivanje i siromaštvo svojstveni kapitalizmu već postojeći oblik klasnog sukoba. Marx je vjerovao da će se najamni radnici morati pobuniti kako bi ostvarili pravedniju raspodjelu bogatstva i političke moći.

## Besklasno društvo
Besklasno" društvo je ono u kojem nitko nije rođen u društvenoj klasi. Mogle bi se pojaviti razlike u bogatstvu, prihodu, obrazovanju, kulturi ili društvenoj mreži koje bi bile određene samo individualnim iskustvom i postignućima u takvom društvu.
Budući da je te razlike teško izbjeći, zagovornici besklasnog društva (kao što su anarhisti i komunisti) predlažu različita sredstva za njegovo postizanje i održavanje i pridaju mu različite stupnjeve važnosti kao cilju u svojim ukupnim programima/filozofiji.

## Odnos etniciteta i klase
Rasa i druge grupe velikih razmjera također mogu utjecati na klasni položaj. Povezivanje određenih etničkih skupina s klasnim statusom uobičajeno je u mnogim društvima, a povezano je i s rasom. Klasa i etnička pripadnost mogu utjecati na socioekonomski položaj osobe ili zajednice, što zauzvrat utječe na sve, uključujući dostupnost posla i kvalitetu dostupnog zdravlja i obrazovanja. Etikete pripisane pojedincu mijenjaju način na koji ga drugi doživljavaju, s višestrukim etiketama povezanim sa stigmom koje se kombiniraju kako bi pogoršale društvene posljedice etiketiranja.
Kao rezultat osvajanja ili unutarnje etničke diferencijacije, vladajuća je klasa često etnički homogena, a određene rase ili etničke skupine u nekim su društvima zakonom ili običajima ograničene na zauzimanje određenih klasnih položaja. Koje se etničke pripadnosti smatraju visokim ili niskim klasama razlikuje se od društva do društva.
U modernim društvima povučene su stroge pravne veze između etničke pripadnosti i klase, poput kastinskog sustava u Africi, aparthejda, položaja burakumina u japanskom društvu i kastinskog sustava u Latinskoj Americi. 